# 省界桥
省界桥位于湖南省郴州市宜章县白石渡镇与广东省韶关市乐昌市坪石镇交界处，是曾经粤汉铁路（京广铁路）跨越湘粤省界的一座桥梁。

## 简介
该桥由民国著名工程师凌鸿勋设计，粤汉铁路株韶工程局施工，民国二十五年（1936年）随粤汉铁路全线通车启用。1988年衡广复线通车后废弃，现路基作为乡村公路使用，为郴州市市级文物保护单位（粤汉铁路遗址）。该桥紧邻京广铁路衡广复线下行正线，列车通过此处时可近距离观赏。

## 圖集

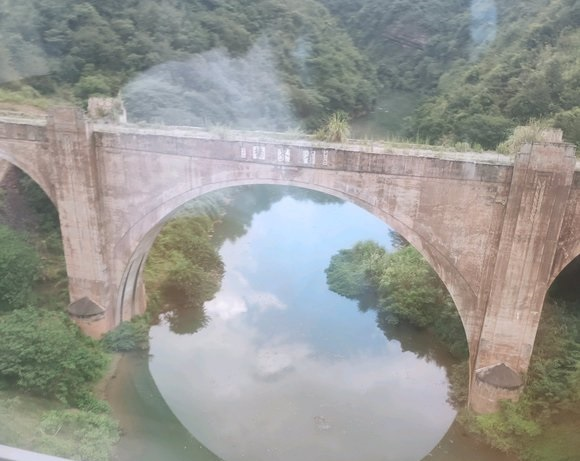
在京广铁路列车上拍摄的省界桥
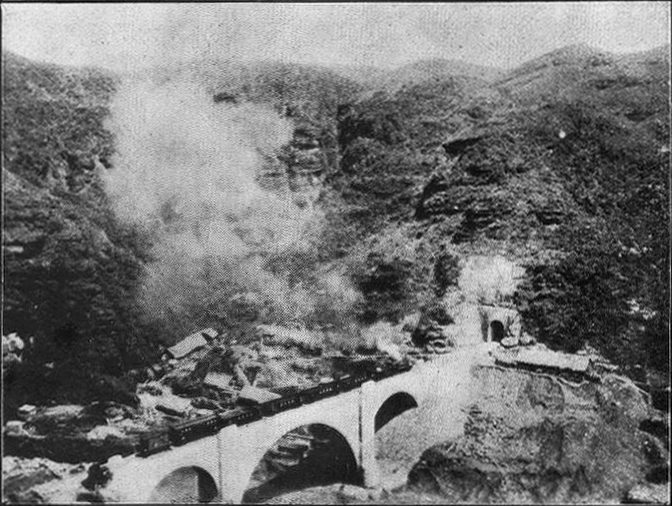
省界桥旧貌
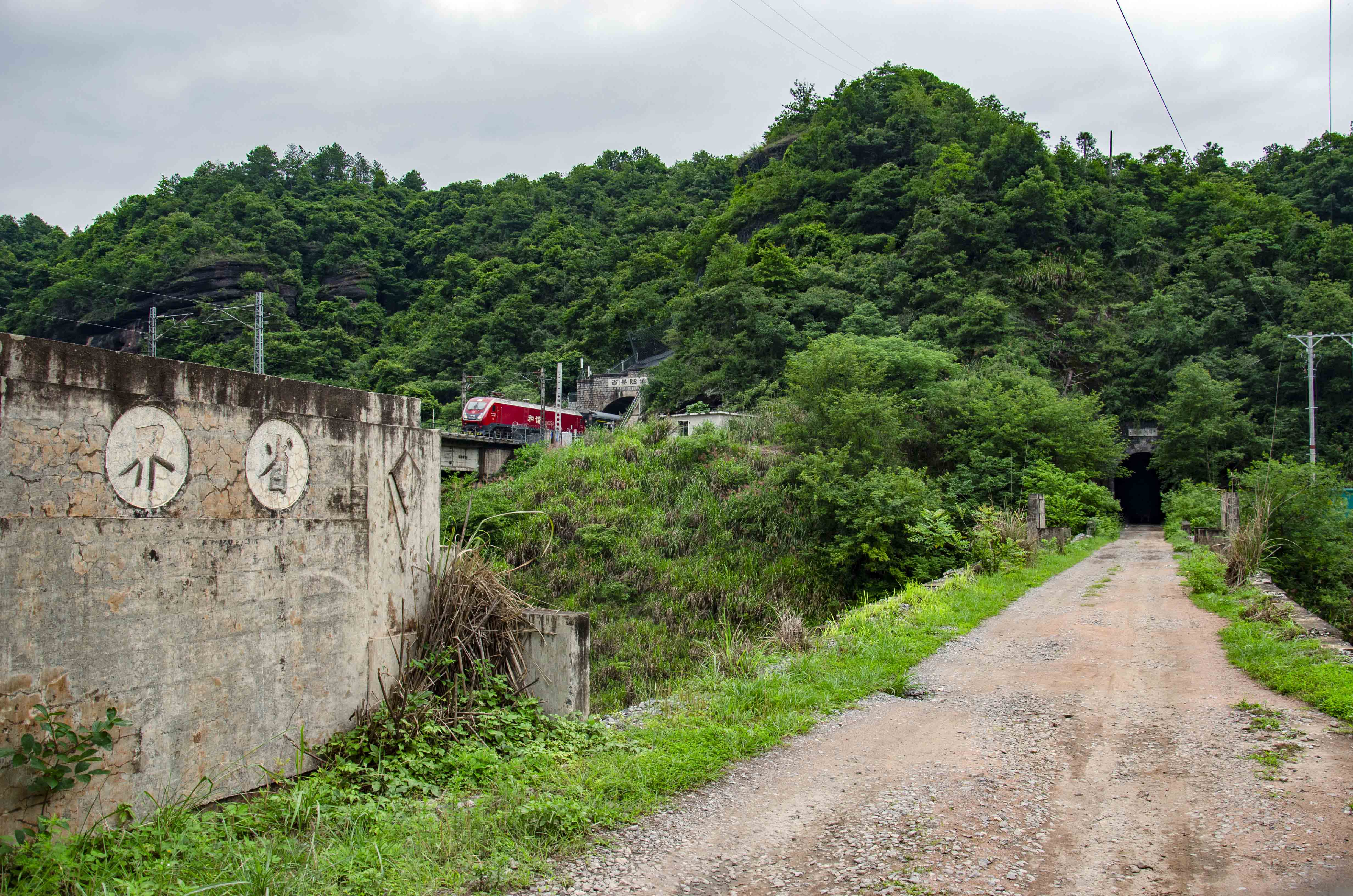
列车通过老线一侧的衡广复线省界大桥与省界隧道
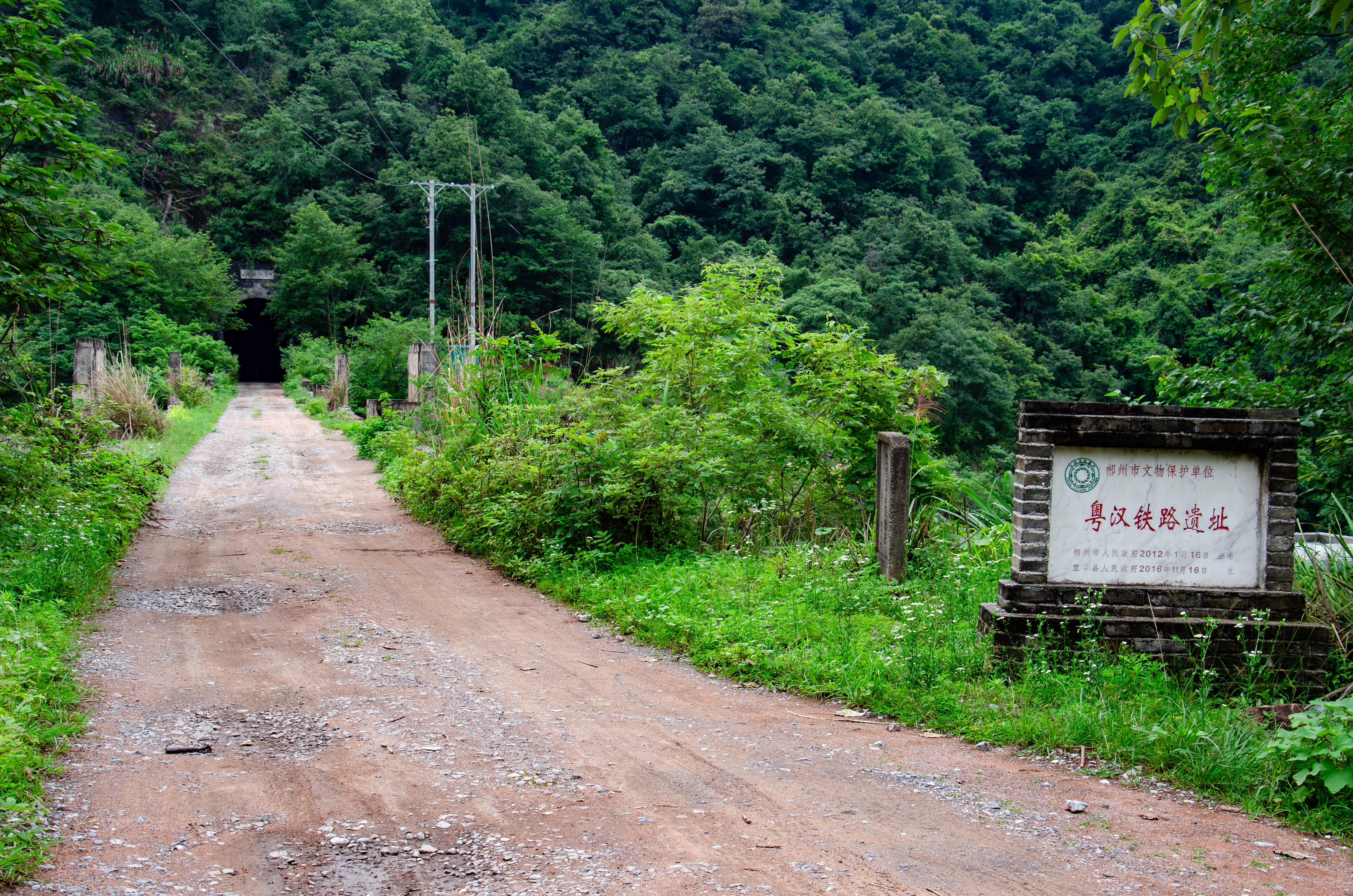
位于省界桥广州端的郴州市文物保护单位的保护标识与宜章县人民政府界碑